# Joan Antoni Solans Huguet
Joan Antoni Solans Huguet (Barcelona, 15 de octubre de 1941-Calella de Palafrugell, 2 de septiembre de 2019) fue un arquitecto y urbanista español. 

## Biografía
Se licenció en la Universidad de Barcelona en 1965. Dedicado esencialmente al urbanismo, fue director de los trabajos del Plan general metropolitano de Barcelona y, entre 1977 y 1980, fue delegado de Servicios de Urbanismo en el ayuntamiento de Barcelona. Entre 1980 y 1997 fue director general de Urbanismo de la Generalidad de Cataluña y vicepresidente de la Instituto Catalán del Suelo. Sus aportaciones teóricas y su experiencia docente han influido en las nuevas generaciones de urbanistas. En 2003 recibió la Creu de Sant Jordi y desde 2005 fue miembro de la Instituto de Estudios Catalanes.
Falleció el 2 de septiembre de 2019, a la edad de 77 años, al ser atropellado por un coche delante del Hotel Sant Roc de Calella de Palafrugell.